# Ривелстоук
Ривелстоук (англ. Revelstoke) — місто в Канаді, у провінції Британська Колумбія, у складі регіонального округу Коламбія-Шусвап.

## Населення
За даними перепису 2016 року, місто нараховувало 7547 осіб, показавши зростання на 5,7%, порівняно з 2011-м роком. Середня густина населення становила 183,5 осіб/км².
З офіційних мов обидвома одночасно володіли 645 жителів, тільки англійською — 6 815, тільки французькою — 5, а 15 — жодною з них. Усього 585 осіб вважали рідною мовою не одну з офіційних, з них 5 — одну з корінних мов, а 15 — українську.
Працездатне населення становило 70,5% усього населення, рівень безробіття — 8,5% (9,9% серед чоловіків та 7,1% серед жінок). 87,5% осіб були найманими працівниками, а 11,9% — самозайнятими.
Середній дохід на особу становив $44 239 (медіана $36 274), при цьому для чоловіків — $54 485, а для жінок $33 461 (медіани — $47 184 та $27 834 відповідно).
29,1% мешканців мали закінчену шкільну освіту, не мали закінченої шкільної освіти — 14,9%, 55,9% мали післяшкільну освіту, з яких 31,4% мали диплом бакалавра, або вищий, 15 осіб мали вчений ступінь.
| Статево-вікова структура населення | Статево-вікова структура населення | Статево-вікова структура населення | Статево-вікова структура населення | Статево-вікова структура населення |
| ---------------------------------- | ---------------------------------- | ---------------------------------- | ---------------------------------- | ---------------------------------- |
|                                    |                                    |                                    |                                    |                                    |
| Всього                             | Всього                             | 50,8%49,2%                         |                                    |                                    |
| 0 — 14 років                       | 0 — 14 років                       |                                    | 15,6%                              | 15,6%                              |
| 15 — 64 років                      | 15 — 64 років                      |                                    | 70,2%                              | 70,2%                              |
| 65 і більше                        | 65 і більше                        |                                    | 14,2%                              | 14,2%                              |
| 85 і більше                        | 85 і більше                        |                                    | 1,9%                               | 1,9%                               |
| Середній вік (років)               | Середній вік (років)               | 39,940,6                           | 40,2                               | 40,2                               |
| Медіана (років)                    | Медіана (років)                    | 39,039,2                           | 39,1                               | 39,1                               |
| — чоловіки — жінки                 |                                    |                                    |                                    |                                    |

| Походження мешканців:     | Походження мешканців:     | Походження мешканців: | Походження мешканців: | Походження мешканців: |
| ------------------------- | ------------------------- | --------------------- | --------------------- | --------------------- |
| Походження                |                           |                       | осіб                  | %                     |
| Корінні американці        | Корінні американці        |                       | 540                   | 7.25%                 |
| Інше північноамериканське | Інше північноамериканське |                       | 2 075                 | 27.87%                |
| Європейське               | Європейське               |                       | 6 135                 | 82.4%                 |
| британське                | британське                |                       | 4 190                 | 56.28%                |
| французьке                | французьке                |                       | 1 005                 | 13.5%                 |
| українське                | українське                |                       | 590                   | 7.92%                 |
| Латинськоамериканське     | Латинськоамериканське     |                       | 35                    | 0.47%                 |
| Карибське                 | Карибське                 |                       | 10                    | 0.13%                 |
| Африканське               | Африканське               |                       | 25                    | 0.34%                 |
| Азійське                  | Азійське                  |                       | 345                   | 4.63%                 |
| Океанійське               | Океанійське               |                       | 90                    | 1.21%                 |

| Зайнятість населення за галузями (за класифікацією NOC): | Зайнятість населення за галузями (за класифікацією NOC): | Зайнятість населення за галузями (за класифікацією NOC): | Зайнятість населення за галузями (за класифікацією NOC): | Зайнятість населення за галузями (за класифікацією NOC): |
| -------------------------------------------------------- | -------------------------------------------------------- | -------------------------------------------------------- | -------------------------------------------------------- | -------------------------------------------------------- |
|                                                          |                                                          |                                                          |                                                          |                                                          |
| Управління                                               | Управління                                               |                                                          | 9,5%                                                     | 9,5%                                                     |
| Бізнес, фінанси та адміністрування                       | Бізнес, фінанси та адміністрування                       |                                                          | 9,8%                                                     | 9,8%                                                     |
| Природничі та прикладні науки                            | Природничі та прикладні науки                            |                                                          | 7,3%                                                     | 7,3%                                                     |
| Охорона здоров'я                                         | Охорона здоров'я                                         |                                                          | 5,6%                                                     | 5,6%                                                     |
| Освіта, правозахист, муніципальні та урядові служби      | Освіта, правозахист, муніципальні та урядові служби      |                                                          | 8,2%                                                     | 8,2%                                                     |
| Мистецтво, культура, відпочинок та спорт                 | Мистецтво, культура, відпочинок та спорт                 |                                                          | 3,1%                                                     | 3,1%                                                     |
| Роздрібна торгівля та послуги                            | Роздрібна торгівля та послуги                            |                                                          | 24,7%                                                    | 24,7%                                                    |
| Гуртова торгівля, транспорт та обладнання                | Гуртова торгівля, транспорт та обладнання                |                                                          | 23,1%                                                    | 23,1%                                                    |
| Природні ресурси, сільське господарство                  | Природні ресурси, сільське господарство                  |                                                          | 4,2%                                                     | 4,2%                                                     |
| Виробництво                                              | Виробництво                                              |                                                          | 4,4%                                                     | 4,4%                                                     |

## Клімат
Середня річна температура становить 6,7°C, середня максимальна – 22,8°C, а середня мінімальна – -12,5°C. Середня річна кількість опадів – 979 мм.
| Клімат поселення                              | Клімат поселення | Клімат поселення | Клімат поселення | Клімат поселення | Клімат поселення | Клімат поселення | Клімат поселення | Клімат поселення | Клімат поселення | Клімат поселення | Клімат поселення | Клімат поселення | Клімат поселення |
| Показник                                      | Січ.             | Лют.             | Бер.             | Квіт.            | Трав.            | Черв.            | Лип.             | Серп.            | Вер.             | Жовт.            | Лист.            | Груд.            |                  |
| Середній максимум, °C                         | 1,46             | 4,47             | 8,80             | 14,11            | 19,02            | 22,79            | 20,98            | 20,66            | 15,60            | 9,49             | 3,07             | −1,3             |                  |
| Середня температура, °C                       | −5,5             | −2,5             | 1,82             | 7,15             | 12,07            | 15,83            | 18,15            | 17,83            | 12,77            | 6,66             | 0,24             | −4,14            |                  |
| Середній мінімум, °C                          | −12,45           | −9,44            | −5,12            | 0,20             | 5,12             | 8,88             | 15,33            | 15,00            | 9,94             | 3,85             | −2,58            | −6,96            |                  |
| Норма опадів, мм                              | 113              | 85               | 68               | 58               | 59               | 75               | 71               | 63               | 64               | 83               | 117              | 123              |                  |
| Середньомісячна швидкість вітру, м/с          | 1.44             | 1.40             | 1.60             | 1.80             | 1.80             | 1.71             | 1.70             | 1.60             | 1.40             | 1.40             | 1.60             | 1.54             |                  |
| Середньомісячна сонячна радіація, кДж/м²·день | 3210             | 6540             | 11300            | 16398            | 20097            | 21644            | 22729            | 19471            | 13583            | 7749             | 3554             | 2478             |                  |
| --------------------------------------------- | ---------------- | ---------------- | ---------------- | ---------------- | ---------------- | ---------------- | ---------------- | ---------------- | ---------------- | ---------------- | ---------------- | ---------------- | ---------------- |
| Джерело:                                      |                  |                  |                  |                  |                  |                  |                  |                  |                  |                  |                  |                  |                  |